# Bulcsú Székely
Bulcsú Székely (Budapeste, 2 de junho de 1976) é um jogador de polo aquático húngaro, tricampeão olímpico.

## Carreira
Bulcsú Székely fez parte do elenco campeão olímpico de 2000.